# Kalochóri - Panteíchi
Kalochóri - Panteíchi (Kalochori - Panteichi, Kalochori, Panteichi) är en ort i Grekland.   Den ligger i prefekturen Nomós Evvoías och regionen Grekiska fastlandet, i den östra delen av landet, 50 km norr om huvudstaden Aten. Kalochóri - Panteíchi ligger 34 meter över havet och antalet invånare är 922.
Terrängen runt Kalochóri - Panteíchi är platt österut, men västerut är den kuperad. En vik av havet är nära Kalochóri - Panteíchi österut. Runt Kalochóri - Panteíchi är det ganska tätbefolkat, med 134 invånare per kvadratkilometer. Närmaste större samhälle är Chalkída, 8,4 km norr om Kalochóri - Panteíchi. Trakten runt Kalochóri - Panteíchi består till största delen av jordbruksmark.